# Fjord Gullmar

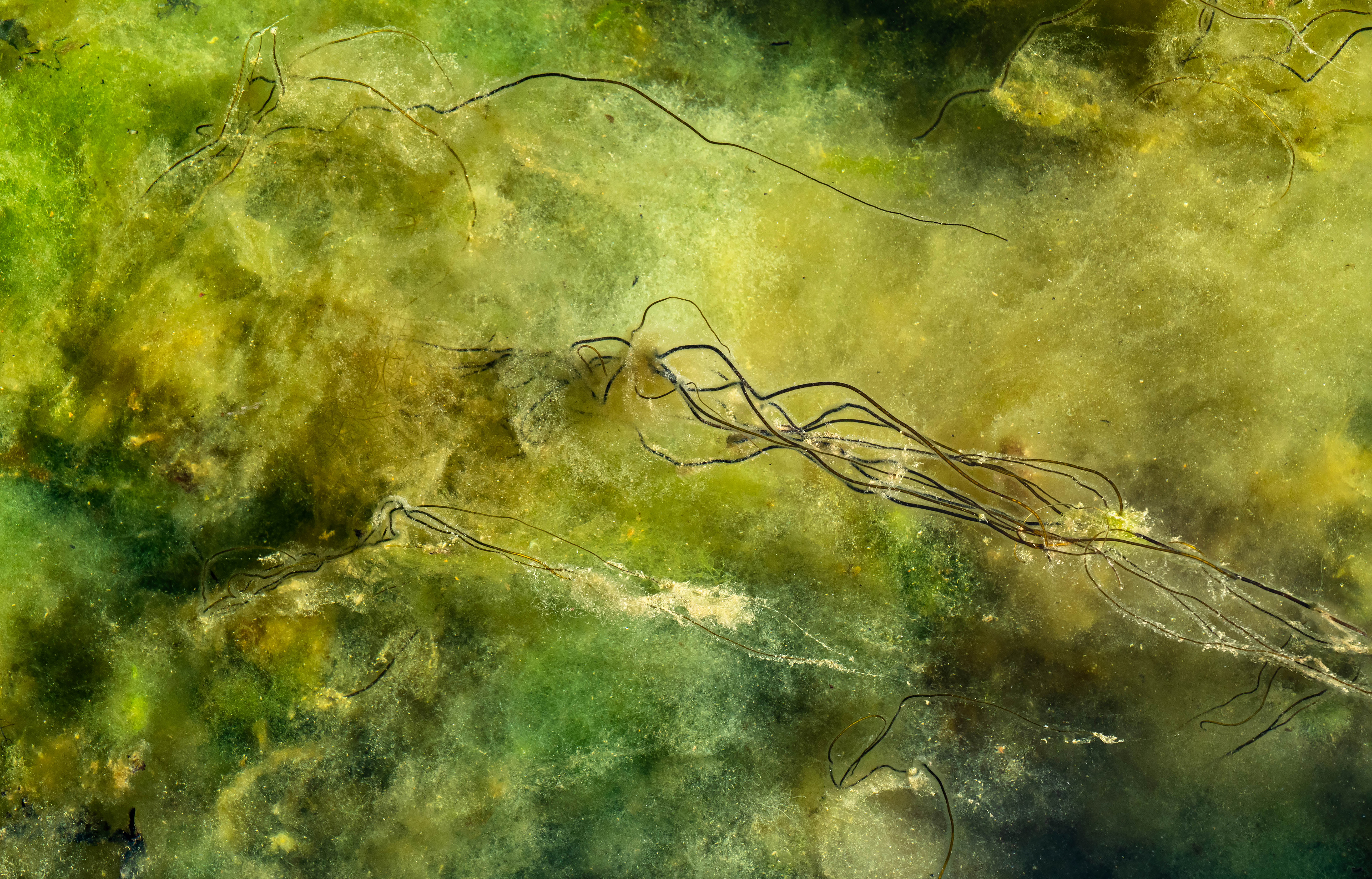
Algues marines dans le fjord Gullmar, près de Lysekil (commune). On aperçoit des Chorda filum et des Cladophora. Juillet 2019.

Le fjord Gullmar (en suédois Gullmarsfjorden ou plus simplement Gullmarn) est un fjord dans la province historique de Bohuslän, sur la côte ouest suédoise. Il a une longueur de 30 km et une profondeur maximale de 118 m, en son milieu mais seulement 42 m à son embouchure dans le Skagerrak. Il est principalement selon un axe sud-ouest nord-est, et se ramifie à son extrémité nord-est en deux fjords : Färlevfjorden et Saltkällefjorden. La ville de Lysekil est située près de son embouchure. Le fjord était initialement une faille, qui s'est ensuite transformé en fjord au cours des glaciations du quaternaire.
La faune et flore du fjord est particulièrement riche, et attire des scientifiques depuis les années 1830. Il est classé réserve naturelle marine depuis 1983, et fait partie du réseau Natura 2000.